# James Marsden
James „Jimmy” Paul Marsden (ur. 18 września 1973 w Stillwater) – amerykański aktor filmowy i telewizyjny, model.

## Życiorys

### Wczesne lata
Urodził się w Stillwater, w stanie Oklahoma jako jedyny syn i najstarsze dziecko Kathleen (Scholz) i Jamesa Luthera Marsdena, profesora zoologii Uniwersytetu Stanu Kansas. Ma dwie młodsze siostry – Jennifer (ur. 1980) i Elizabeth (ur. 1992). W 1991 ukończył Putnam City North High School w Oklahoma City i podjął studia dziennikarskie na Uniwersytecie Stanowym Oklahoma. Wystąpił w studenckim przedstawieniu Bye, Bye, Birdie. Podczas gdy z rodziną spędzał wakacje na Hawajach, spotkał aktora Kirka Camerona i jego siostrę Candace Cameron, którzy zaprosili go w odwiedziny do Los Angeles.

### Kariera
I tak w roku 1992 porzucił studia i wyjechał do Los Angeles. Dorabiał jako model reklamujący wyroby Versace. Na srebrnym ekranie pojawił się po raz pierwszy w sitcomie NBC Byle do dzwonka: Nowa klasa (Saved by the Bell: The New Class), dwóch odcinkach serialu CBS Pomoc domowa (The Nanny, 1993) oraz telewizyjnym filmie sensacyjnym NBC o sekcie religinej Oblężenie Waco (In the Line of Duty: Ambush in Waco, 1993) z Timothym Dalym w roli guru. Po debiucie kinowym w komedii Kłopoty ze zgredami (No Dessert Dad, Til You Mow the Lawn, 1994), wystąpił w serialach: CBS Dotyk anioła (Touched by an Angel, 1995), Ich pięcioro (Party of Five, 1995), Po tamtej stronie (Outer Limits, 1998) i Ally McBeal (2001–2002) jako adwokat Glenn Foy.
Został dostrzeżony w telewizyjnej roli Ricky’ego Becketta, nastoletniego ojca w serialu ABC Drugi Noe (Second Noah, 1996–1997). Zagrał potem w dreszczowcu HBO Wróg publiczny (Public Enemies #1, 1996) jako ekranowy syn Theresy Russell, horrorze Grzeczny świat (Disturbing Behavior, 1998) z Katie Holmes i Nickiem Stahlem, dramacie sensacyjnego Plotka (Gossip, 2000) z Joshuą Jacksonem, Kate Hudson i Normanem Reedusem oraz melodramacie Pamiętnik (The Notebook, 2004) na podstrawie powieści Nicholasa Sparksa. Po odrzuceniu propozycji zagrania w dramacie opartym na faktach pt. Klub 54 (54, 1998; rolę przyjął ostatecznie Ryan Phillippe), zagrał swoją przełomową rolę mutanta Scotta „Cyclopsa” Summersa w trylogii X-Men (2000, 2003 i 2006). Postać ta przyniosła mu w 2001 nagrodę Blockbuster Entertainment w kategorii ulubiony aktor drugoplanowy sci-fi. Pojawił się też w reklamach Versace.

## Życie prywatne
22 lipca 2000 poślubił Lisę Linde (ur. 1972). Mają syna Jacka (ur. 1 lutego 2001 w Los Angeles) i córkę Mary James (ur. 10 sierpnia 2005). Jednak 23 września 2011 doszło do rozwodu.

## Filmografia

### Filmy fabularne
- 1994: Skoś trawnik tato, a dostaniesz deser (No Dessert Dad, Til You Mow the Lawn) jako Tyler Cochran
- 1996: Wróg publiczny (Public Enemies) jako Doc BarkerJames Marsden i Amy Adams na planie filmu Zaczarowana

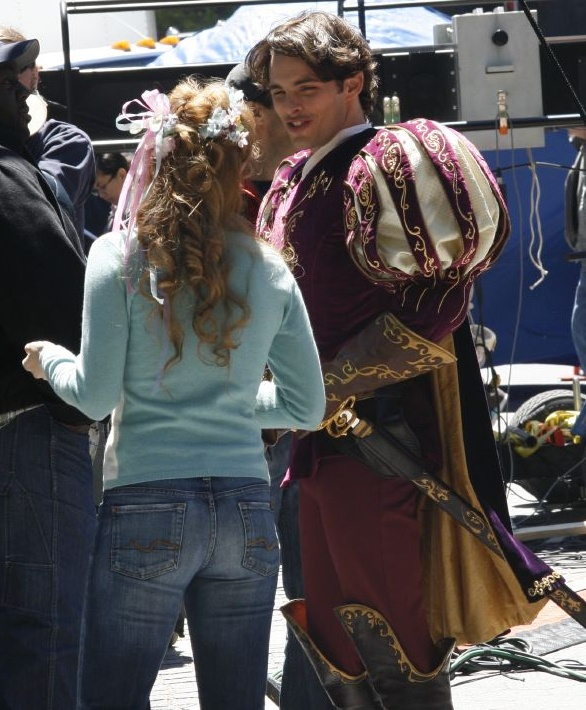
James Marsden i Amy Adams na planie filmu Zaczarowana

- 1997: Mroczne opowieści (Campfire Tales) jako Eddie (nowela „The Hook”)
- 1998: Grzeczny świat (Disturbing Behavior) jako Steve Clark
- 2000: X-Men jako Scott Summers/Cyklop
- 2000: Plotka (Gossip) jako Derrick Webb
- 2001: Zoolander jako John Wilkes Booth
- 2001: Słodkie i ostre (Sugar & Spice) jako Jack Bartlett
- 2002: Ale jazda! (Interstate 60) jako Neal Oliver
- 2003: X-Men 2 jako Scott Summers/Cyklop
- 2004: Heights jako Jonathan
- 2004: Pamiętnik (The Notebook) jako Lon Hammond
- 2004: 24 dzień (The 24th Day) jako Dan
- 2005: Alibi (The Alibi) jako Wendel Hatch
- 2006: X-Men: Ostatni bastion (X-Men: The Last Stand) jako Scott Summers/Cyklop
- 2006: Superman: Powrót (Superman Returns) jako Richard White
- 2006: 10th & Wolf jako Tommy
- 2007: Zaczarowana (Enchanted) jako książę Edward
- 2007: Lakier do włosów (Hairspray) jako Corny Collins
- 2008: Sex Pedycja (Sex Drive) jako Rex Lafferty
- 2008: 27 sukienek jako Kevin
- 2009: The Box. Pułapka jako Arthur Lewis
- 2011: Hop jako Fred O’Hare
- 2011: Nędzne psy jako David Sumner
- 2013: Kamerdyner (The Butler) jako John F. Kennedy
- 2014: Dla Ciebie wszystko jako Dawson Cole
- 2020: Sonic. Szybki jak błyskawica jako Tom Wachowski
- 2022: Sonic 2. Szybki jak błyskawica jako Tom Wachowski

### Filmy TV
- 1993: Oblężenie Waco (In the Line of Duty: Ambush in Waco) jako Steven Willis
- 1994: Search and Rescue
- 1995: Piąta Aleja 919 (919 Fifth Avenue)
- 1996: Gone in a Heartbeat jako Michael Galler
- 1997: Kobiety mafii (Bella Mafia) jako Luka
- 1997: On the Edge of Innocence jako Jake Walker

### Seriale TV
- 1993: The Nanny jako Eddie (Sezon 1 odcinek 1 i 4)
- 1993: Byle do dzwonka (Saved by the Bell: The New Class) jako Chad Westerfield
- 1994: Boogies Diner jako Jason
- 1995: Dotyk anioła (Touched by an Angel) jako Jake
- 1995: Ich pięcioro (Party of Five) jako Griffin Holbrook
- 1995: Blossom jako Josh
- 1996-97: Menażeria (Second Noah) jako Ricky
- 1997: Ekstremalne łapiduchy (Extreme Ghostbusters)
- 1998: Po tamtej stronie (Outer Limits) jako Brav
- 2001-02: Ally McBeal jako Glenn Foy
- 2002: Bram i Alice (Bram and Alice) jako Arnold Cooper
- 2009: Robot Chicken jako Jason Chambers / Lion (głos)
- 2016: Westworld jako Teddy Flood